# Chthonius tenuis
Chthonius tenuis är en spindeldjursart som beskrevs av Ludwig Carl Christian Koch 1873. Chthonius tenuis ingår i släktet Chthonius och familjen käkklokrypare. Inga underarter finns listade i Catalogue of Life.